# Ad Verheul
Ad Verheul – holenderski psychoterapeuta, twórca metody Snoezelen (Sali Doświadczania Świata).
Karierę rozpoczynał jako opiekun terapeutyczny. Z czasem został drugim kierownikiem oddziału terapii zajęciowej holenderskiego Centre De Hartenberg. W 1976 zaprojektował i zbudował w tym centrum plac zabaw dedykowany osobom głęboko upośledzonym umysłowo, będący pierwowzorem metody Snoezelen. W 1974, wraz z muzykologiem, Janem Hulsegge przedstawił spójną wersję tej metody, która była w następnych latach udoskonalana. W 1979 został doradcą terapii zajęciowej specjalizującym się w działaniach dla osób głęboko upośledzonych umysłowo. W 1983 zbudował razem z Hulsegge w Centre De Hartenberg Salę Doświadczania Świata o powierzchni 220 m² i awansował na kierownika dziennych zajęć w Centre De Hartenberg. W 1992 został dyrektorem generalnym działu terapii zajęciowej.
Od 1980 prowadzi seminaria na temat Snoezelen poza granicami Holandii. Organizuje również dni tematyczne Snoezelen w języku angielskim i niemieckim. W 2000 zaprojektował i zrealizował nową salę o powierzchni 410 m². Jest organizatorem kursów Snoezelen. Wespół z profesorem Kristą Mertens z berlińskiego Uniwersytetu Humboldta, zainicjował Międzynarodowe Stowarzyszenie Snoezelen. Celem tej organizacji jest stworzenie bazy naukowej dla metodyki Snoezelen.